# Ульянов, Виталий Андреевич
Вита́лий Андре́евич Улья́нов (23 февраля 1925, Киев — 14 октября 2011, Москва) — участник Великой Отечественной войны, генерал-лейтенант, Герой Советского Союза (1944).

## Биография
Родился в семье рабочего. Русский. Окончил 6 классов. Работал токарем, затем в отделе технического контроля на заводе «Арсенал», с которым после начала Великой Отечественной войны был эвакуирован в Воткинск. В 1942 году на заводе был сформирован добровольческий 174-й отдельный артиллерийский истребительно-противотанковый дивизион имени Комсомола Удмуртии, вооружённый противотанковыми орудиями, выпущенными сверх плана. В его ряды записался и Виталий Ульянов.
После обучения на полигоне в Кубинке в начале 1943 года в звании младшего сержанта и в должности наводчика орудия попал на фронт. В первом же бою 19 января 1943 года в селе Новожков Ворошиловградской области подбил средний танк, подавил четыре огневые точки, стрелявшие из окон домов, и отдельно осколочными снарядами уничтожил до 20 немецких автоматчиков. Был ранен в ступню, отстреливался из личного оружия, после окончания боя эвакуирован. За этот бой Ульянов был награждён медалью «За отвагу».
После госпиталя был направлен в запасной полк, но в пути пересел на эшелон, следующий на фронт. Был зачислен наводчиком во взвод противотанковых пушек 280-го гвардейского стрелкового полка (92-я гвардейская стрелковая дивизия).
С апреля 1943 года вместе с частью находился в районе города Короча, где строились оборонительные сооружения, обучались способам борьбы с новыми немецкими танками. Дивизия находилась во втором эшелоне обороны в ходе сражения на Курской дуге, но 7 июля 1943 была поднята по тревоге и заняла заранее подготовленные оборонительные рубежи.
В ходе последующих боёв Ульянов уничтожил 3 вражеских средних танка (сам он считает «своими» только два). Его орудие было разбито, командир орудия погиб. Вместе с подносчиком Максимом Строговым Ульянов вытащил в тыл раненого заряжающего орудия.
Безорудийный артиллерист сутки прослужил в миномётном взводе, а затем стал командиром отделения во взводе разведки под командованием будущего Героя Советского Союза Лаврентия Беляева. В ходе одного из разведпоисков группе удалось захватить документы и несколько пулемётов противника.
К исходу одного из дней боёв на передовой осталось всего 22 бойца и ни одного офицера. Восемнадцатилетний младший сержант Ульянов принял командование полком. Из вооружения у части имелось противотанковое ружьё, два пулемёта, гранаты, и по одной винтовке и автомату на человека. Ввиду недостатка патронов он применил хитрость: когда немцы начинали атаку, по ним вёлся огонь из винтовок, а когда они подходили ближе — уже из автоматов. Это создавало видимость присутствия на позициях большего числа солдат. Таким образом удалось удерживать позицию несколько дней до прихода подкреплений.
Часть была отведена на переформирование, где с прибытием офицеров должность сержанта Ульянова с командира полка постепенно понижалась до командира взвода. От предложений обучаться на офицера Ульянов отказывался. По его словам, причина этому была простая:

Раненого солдата или сержанта выписывают домой на шесть месяцев с перекомиссией. Он едет к себе домой, через шесть месяцев он должен прийти на комиссию, а там, может, его отправят в армию. Во-первых, он это время живёт дома. Во-вторых, он может пойти на работу и получить бронь. А офицер в военкомат и в ОПРОС или ещё куда-то в «пожарную команду». Офицеров домой не отпускали. Я что, храбрее других, что ли? Я тоже хотел, в случае ранения, уехать домой.

За бои на Курской дуге Ульянов был награждён орденом Отечественной войны 1-й степени. В представлении говорилось:
"С 7 июля 1943 года по 18 июля 1943 г. тов. Ульянов проявил себя бесстрашным артиллеристом. Во время танковой атаки противника тов. Ульянов из 45-мм пушки уничтожил 3 вражеских средних танка, 12 гитлеровцев, 3 мотоцикла и 1 автомашину с пехотой. Тов. Ульянов с тремя бойцами уничтожил огневую точку — станковый пулемёт противника. 17 июля 1943 г. тов. Ульянов со своим отделением ходил в контратаку, где уничтожил 7 гитлеровцев и захватил 2 ручных пулемёта и ценные документы убитых гитлеровцев и доставил в штаб.
     Командир батальона гвардии капитан БЕЛОБАБА».
29 сентября 1943 года командир орудия гвардии сержант Виталий Ульянов первым из артиллеристов батареи переправился через Днепр в районе села Дериевка (Онуфриевский район Кировоградской области Украины). Огнём своего орудия подавил несколько огневых точек противника, обеспечивая форсирование реки батальоном. Всё это время он продолжал командовать и взводом и своим орудием одновременно. В ходе дальнейших боёв Ульянов подбил немецкую самоходную установку StuG III, но немцам удалось её оттащить на свои позиции. Но задача была выполнена, и врагу не удалось пройти.
В ходе дальнейшего наступления в бою за село Куковка при отражении контратак противника Ульянов остался один командиром сразу двух орудий, ведя огонь из них попеременно. В этом бою ему удалось подбить два вражеских танка и 7 бронетранспортёров. Огнём повредил вражеское орудие и уничтожил значительное количество солдат противника. Всего в том бою огнём двух орудий удалось сорвать атаку противника численностью до батальона.
За эти бои он представлен к званию Героя Советского Союза.
22 октября 1943 года в ходе очередного боя Виталий Ульянов был тяжело ранен. Санитарным поездом он был доставлен в госпиталь в Златоусте, где долгое время находился на излечении. Работал в Златоустовском военном комиссариате.
После окончания войны Ульянов продолжил службу в армии. В 1945 году он окончил Киевское училище самоходной артиллерии, в 1959 году — Военную академию бронетанковых войск, а в 1968 году — Военную академию Генерального штаба. Был начальником Орджоникидзевского высшего общевойскового командного училища. С 1985 года генерал-лейтенант Ульянов В. А. — в отставке.
Жил в Москве. Был председателем правления фонда «Мегапир». Является автором одной из глав книги «Я дрался с Панцерваффе».
Решением Воткинской городской Думы от 27 июня 2007 года № 250, учитывая большой вклад в развитие военно-патриотического воспитания жителей города Воткинска Виталию Ульянову присвоено звание почётного гражданина Воткинска.
Скончался в Москве 14 октября 2011 года.

Виталий Андреевич Ульянов в бытность начальником Орджоникидзевского высшего общевойскового командного училища

## Награды
- Герой Советского Союза (22.02.1944, медаль № 3625);
- орден Ленина (22.02.1944);
- орден Красного Знамени;
- два ордена Отечественной войны 1-й степени (1943, 1985);
- орден «За службу Родине в Вооружённых Силах СССР» 3 степени;
- орден Дружбы народов (11.04.1994[3]);
- медаль «За отвагу» (1943);
- другие медали.

## Память
- Фонд «МЕГАПИР» имени Героя Советского Союза генерал-лейтенанта В. А. Ульянова.